# Radochlín
Radochlín je malá vesnice, část obce Lukavice v okrese Chrudim. Nachází se asi 2,5 km na jihu od Lukavice. V roce 2009 zde bylo evidováno 15 adres. V roce 2001 zde trvale žilo 12 obyvatel.
Radochlín leží v katastrálním území Vížky o výměře 2,48 km2.